# 欧州気候取引所
欧州気候取引所（おうしゅうきこうとりひきじょ、英語: European Climate Exchange、略称: ECX）は、欧州の主要な排出権取引所の1つである。主な取引商品は排出権の先物、オプションである。
2005年にシカゴ気候取引所の子会社として設立された。2010年には米インターコンチネンタル取引所に買収された。
欧州気候取引所は、炭素排出権取引のための欧州全域へのプラットフォームを提供し、デリバティブの取引量の8割を占めている。

## 抗議運動
2009年のG20にあわせCamp for Climate Actionの抗議者は、排出権取引が気候変動の問題に対する「誤った解決策」であるとして、欧州気候取引所の側にキャンプを張り、抗議運動を行った。
2010年には、 decocidio #ϴという過激な環境保護団体によるWebサイトのハッキング被害にあっている。22時間にわたり、排出権取引は気候変動にたいする誤った対処策であるという主張に書き換えられる事件が発生した。